# Бруно Орешар
Бруно Орешар (нар. 21 квітня 1967) — колишній хорватський тенісист.
Найвищу одиночну позицію світового рейтингу — 46 місце досяг 8 травня 1989, парну — 107 місце — 26 червня 1989 року.
Найвищим досягненням на турнірах Великого шолома було 2 коло в одиночному розряді.
Завершив кар'єру 1991 року.

## Фінали за кар'єру

### Одиночний розряд (2 поразки)
| Результат | W-L | Дата     | Турнір               | Покриття | Суперник    | Рахунок       |
| --------- | --- | -------- | -------------------- | -------- | ----------- | ------------- |
| Поразка   | 0–1 | Чер 1988 | Athens Open, Греція  | Ґрунт    | Горст Скофф | 3–6, 6–2, 2–6 |
| Поразка   | 0–2 | Сер 1989 | Swedish Open, Швеція | Ґрунт    | Паоло Кане  | 6–7, 6–7      |

### Парний розряд (1 поразка)
| Результат | W-L | Дата     | Турнір      | Покриття | Партнер     | Суперники                 | Рахунок  |
| --------- | --- | -------- | ----------- | -------- | ----------- | ------------------------- | -------- |
| Поразка   | 0–1 | Лип 1988 | Бостон, США | Ґрунт    | Хайме Їсага | Хорхе Лосано Тодд Вітскен | 2–6, 5–7 |